# Julien Millanvoye
Julien Millanvoye (né le 14 février 1978 à Clermont-Ferrand) est un écrivain et journaliste français, fondateur de la société de création de contenus DLM Contenus et du média en ligne Postap Mag. Il est le frère de Marc-Alexandre Millanvoye, journaliste et animateur de radio décédé en 2005, auquel il rend hommage dans la postface de l’ouvrage posthume de celui-ci, Les 69 tribus du rock.

## Biographie
Après des études de lettres modernes et d’art dramatique à Clermont-Ferrand, Julien Millanvoye débute dans un service éditorial du Cherche Midi, devient pigiste, coordinateur puis rédacteur en chef de la revue Blast, « le magazine de la génération Y ».
Chroniqueur pour Radio Nova en 2005-2006 (billets hebdomadaires « Les lettres de motivation de Francis de Saint-Malavoy »), il fait partie en 2007 de l’équipe qui fonde le lab.tv, avant de rejoindre celle qui crée Podemus, le premier portail de podcast français. Il est également journaliste pour différents magazines, les revues Ravages et We Demain. En 2008, il fait paraître dans Le Monde 10, une tribune intitulée Lettre d’un enfant mal structuré de Mai 68, une interpellation à l’égard des dirigeants du Parti Socialiste français. Dans un article du journal Libération, il est qualifié de « geek version SF, Starwars et altermondialisation ». 
En 2013, il devient rédacteur en chef web de Lui Magazine, dans sa version relancée par Frédéric Beigbeder. Il quitte ce poste en 2016 pour créer sa société de création de contenus DLM Contenus.

## Postap Mag[5]
En 2017, Julien Millanvoye fonde le magazine numérique Postap Magazine, avec une équipe composée de Cyprien Rose, Marjorie Risacher et Yann Perreau, " pour ne pas devenir fou dans un monde de dingues ». Ce magazine indépendant de société et culture est engagé, comme en témoigne son manifeste qui, après une référence au philosophe Bruce Begout, se clôt ainsi : « Postap Magazine, c’est donc le magazine du monde d’après. Après l’apothéose, après l’apocalypse, après l’apathie surtout, après les applis, après l’apprentissage, après l’apaisement, après l’apeurement ».

## Publications
- Réveillez-moi (roman), Hachette Littératures, 2007, présenté dans l'émission On n'est pas couché, animée par Laurent Ruquier sur France 2[7].
- J’ai un métier (non fiction), éditions Globe, L'École des loisirs, 2013[8]. Des articles ont accompagné la sortie du livre, notamment dans Le Nouvel Obs[9]  et ActuaLitté[10].